# Gothabilly
Il Gothabilly, a volte chiamato anche hellbilly, è una propaggine dello psychobilly con influenze della sottocultura goth. Il gothabilly è particolarmente attivo nella parte ovest degli Stati Uniti, con molte delle band originarie della California.

## Origini del termine
Il nome, che è una crasi tra "gothic" e "rockabilly", fu usato per la prima volta dai The Cramps alla fine degli anni '70 per descrivere la loro cupa miscela di rockabilly e punk rock. Da allora il termine fu usato nella cultura underground per descrivere uno stile basato su canoni del rock and roll anni '50 ed influenzato dalla moda gothic, reso evidente dall'uso di sete nere, rasi, pizzi e velluto, corsetti, gioielli antichi, PVC e pelle.
Il termine gothabilly non fu popolarizzato fino alla pubblicazione della serie di compilation chiamate appunto Gothabilly e pubblicate dalla Skully Records a metà degli anni '90.